# تپه قلعه منصور
تپه قلعه منصور مربوط به عصر مس - عصر آهن - سده‌های میانه دوران‌های تاریخی پس از اسلام است و در شهرستان خرم آّباد، بخش چغلوندی، دهستان بیرانوند جنوبی، ۲۰۰ متری جنوب غرب روستای قلعه منصور واقع شده و این اثر در تاریخ ۲۸ اسفند ۱۳۸۵ با شمارهٔ ثبت ۱۸۵۴۱ به‌عنوان یکی از آثار ملی ایران به ثبت رسیده‌است.